# Nemophora cupriacella
Nemophora cupriacella là một loài bướm đêm thuộc họ Adelidae. Loài này có ở khắp châu Âu.
Sải cánh khoảng 12–16 mm. Cá thể trưởng thành mọc cánh from cuối tháng 6 tới tháng 7.
Ấu trùng ăn các loài Knautia, Succisa và Scabiosa.

## Hình ảnh

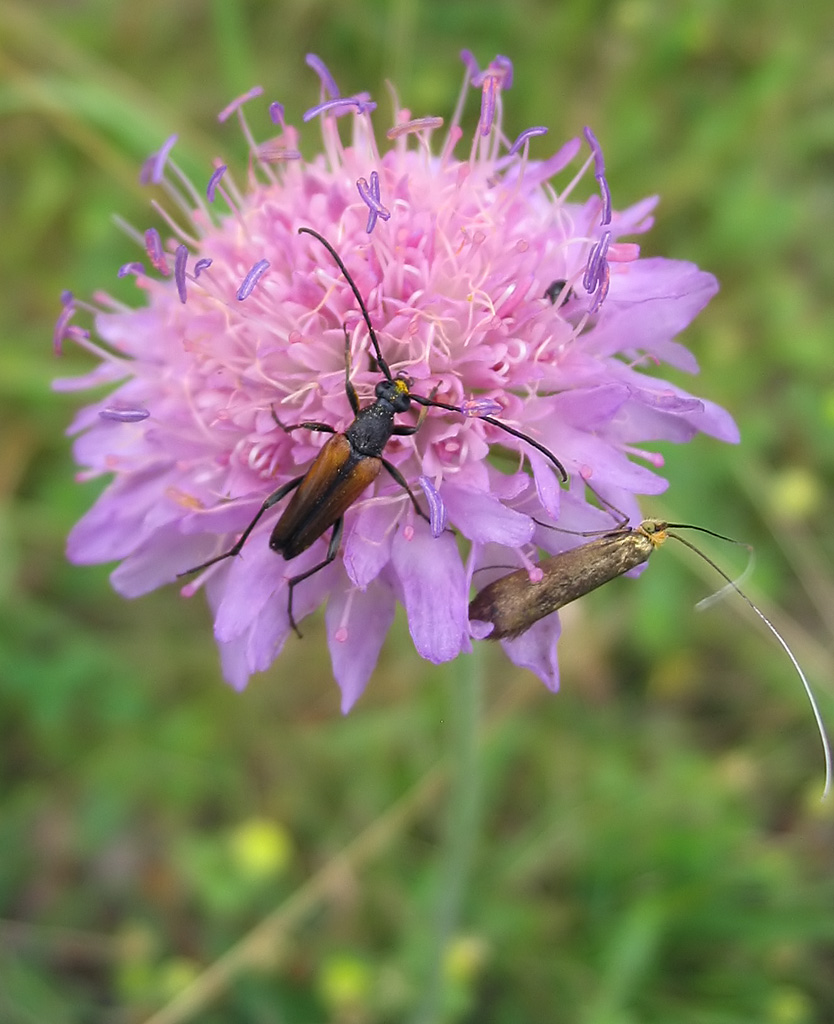
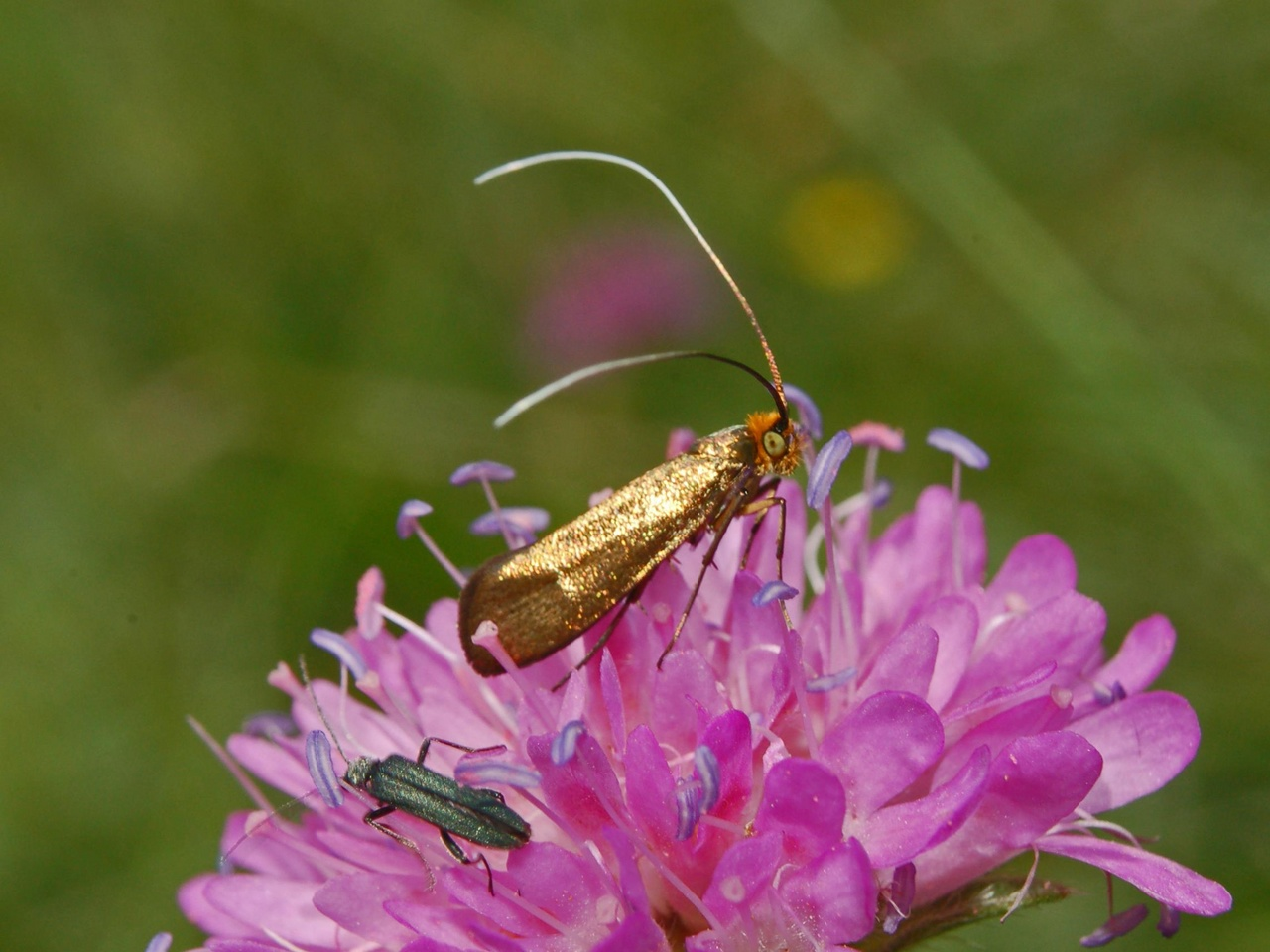
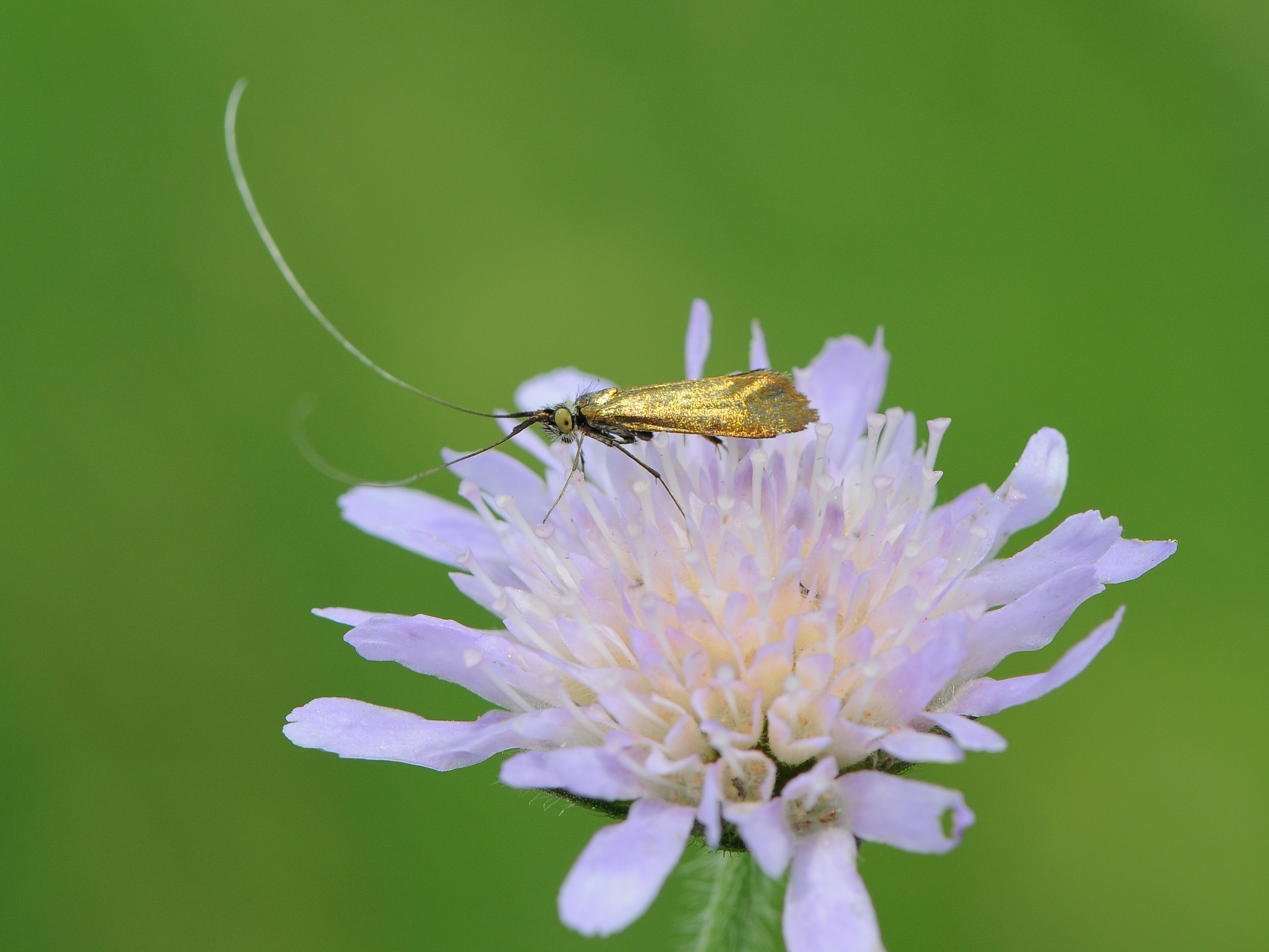

- Tập tin:A-F-ngày 22 tháng 7 năm 2012.ogv